# Stefan Pöttler
Stefan Pöttler (* 3. Juni 1967 in Mürzzuschlag) ist Politikberater und Kommunikationsexperte. Von 22. Jänner 2007 bis 30. Juni 2008 war er Pressesprecher des österreichischen Bundeskanzlers Alfred Gusenbauer (SPÖ).

## Karriere
Stefan Pöttler war zehn Jahre lang (1990 bis 2000) Sprecher des Parlamentsklubs der Sozialdemokraten und galt als enger Vertrauter des damaligen Klubobmanns Peter Kostelka. Danach war er Geschäftsführer des Echo Medienhauses.
Seit Jänner 2009 ist Pöttler mit der PROVENIO KommunikationsgmbH. selbständig tätig.

## Publikationen
- Die unmögliche Koalition. In: Thomas Hofer, Barbara Tóth (Hrsg.): Wahl 2008. Strategien, Sieger, Sensationen. Molden, Wien/Graz/Klagenfurt 2008, ISBN 978-3-85485-235-3, S. 146 ff.